# Running Wild (filme)
Running Wild é um filme noir e drama americano de 1955, dirigido por Abner Biberman e estrelado por William Campbell, Mamie Van Doren, Keenan Wynn e Kathleen Case. O filme foi frequentemente combinado com Tarântula como parte de um longa-metragem duplo.

## Elenco
- William Campbell como Ralph Barton
- Mamie Van Doren como Irma Bean
- Keenan Wynn como Ken Osanger
- Caso Kathleen como Leta Novak
- Jan Merlin como Scotty Cluett
- John Saxon como Vince Pomeroy
- Walter Coy como Tenente Ed Newpole
- Grayce Mills como mãe de Osanger (como Grace Mills)
- Chris Randall Arkie Nodecker
- Michael Fox como Delmar Graves
- Will J. White como policial estadual
- Richard Castle como Herbie
- Otto Waldis como pai de Leta

## Produção
John Saxon, que havia assinado um contrato com a Universal, estreou em um papel de destaque em Running Wild.

## Recepção
A revista Variety o qualificou como razoável.